# 李彦迪
李彦迪（：／，1491年—1553年）字復古（복고），號晦齋（회재）、紫溪翁（자계용），本貫驪江李氏，慶尚道慶州出身，諡文元（문원）。朝鲜王朝时代的儒学家，居东国十八贤之一。《国朝儒先录》又将李彦迪与赵光祖、郑汝昌、金宏弼列为朝鲜四贤。

## 著作
- 《회재집》晦齋集
- 《구인록》求仁錄 4권(1550)
- 《봉선잡의》奉先雜儀(1550)
- 《대학장구보유》大學章句補遺(1549)
- 《속대학혹문》大學續惑問(暫譯)
- 《중용구경연의》中庸九經衍義(1553)
- 《관서문답록》關西問答錄